# تيتوس براون (لاعب كرة قدم أمريكية)
تيتوس براون (بالإنجليزية: Titus Brown)‏ هو لاعب كرة قدم أمريكية أمريكي، ولد في 27 مارس 1986 في توسكالوسا في الولايات المتحدة.

## وصلات خارجية
- تيتوس براون على موقع مرجع كرة القدم المحترفة.كوم (الإنجليزية)